# La tempesta perfetta
(Billy Tyne)
La tempesta perfetta (The Perfect Storm) è un film del 2000 diretto da Wolfgang Petersen, con George Clooney, Mark Wahlberg e Diane Lane: è tratto dalla storia realmente accaduta dell'Uragano Grace nell'ottobre del 1991.

## Trama
(Billy Tyne / George Clooney)
Gloucester, Massachusetts, ottobre 1991: il capitano Billy Tyne, comandante del peschereccio Andrea Gail, dopo una serie di uscite nelle quali ha realizzato una bassa quantità di pescato, decide di riprendere immediatamente il mare per sfruttare l'ultima uscita della stagione. I primi giorni della battuta tuttavia non hanno fortuna e gli uomini dell'equipaggio, complici alcuni incidenti, vorrebbero rientrare ma Tyne, che rischia il licenziamento da parte dell'armatore, decide di spingersi oltre le normali rotte di pesca del New England, dirigendosi verso il Flemish Cap, noto per i ricchi banchi di pesce spada.
La pesca ottiene i risultati sperati ma giunge l'allarme per una tempesta che sta montando alle loro spalle. Con la situazione meteorologica che sta peggiorando - l'uragano Grace si trova in rotta di collisione con altre due aree di bassa pressione, una proveniente da Sud, l'altra da Nord, la cui unione farebbe scaturire una cosiddetta tempesta perfetta: un evento che si verifica molto raramente, secondo gli esperti meteo - la macchina per la produzione del ghiaccio si guasta irreparabilmente, ponendo il comandante di fronte all'interrogativo se perdere il pescato, vista l'impossibilità di conservarlo, o tentare di rientrare a Gloucester sfidando la tempesta.
Il miraggio del ricco guadagno porta alla decisione di tentare il rientro ma le condizioni del mare diventano presto proibitive e la barca è costretta a virare di bordo per tentare di uscire dalla tempesta. Dopo una notte passata a superare le altissime onde si intravede il sole all'orizzonte ma un frangente di grande potenza e altezza fa rovesciare il peschereccio e tutti gli occupanti perdono la vita. Identica sorte toccherà al membro di un gruppo di PJ's (Parajumpers, aerosoccorritori paracadutisti) che volava a bordo di un elicottero del soccorso aereo, che aveva tentato invano di portare aiuto alla Andrea Gail, a seguito del recupero di tre naufraghi a bordo di una barca a vela, dopo la mancata riuscita di un rifornimento in volo.

## Produzione

### Sceneggiatura
La vicenda del peschereccio Andrea Gail è narrata nel libro The Perfect Storm, scritto da Sebastian Junger ed edito nel 1997. La barca era una nave da pesca commerciale costruita a Panama City, Florida, nel 1978, di proprietà di Robert Brown ed il porto di appartenenza era Marblehead, Massachusetts. Una volta preso il mare navigò fino a Gloucester, dove sbarcò il pescato e si rifornì di cibo, nafta e scorte per la successiva uscita; l'ultima posizione segnalata della barca fu a 180 miglia (circa 334 chilometri) a nord est di Sable Island il 28 ottobre 1991.

### Cast
- George Clooney, Billy Tyne: comandante del peschereccio Andrea Gail, grande amante del mare e della pesca ma in debito di fortuna. Per evitare il possibile licenziamento e una sconfitta personale, porterà la battuta alle estreme conseguenze.
- Mary Elizabeth Mastrantonio, Linda Greenlaw: comandante del peschereccio Hannah Boden, gode ultimamente di grande fiuto per la pesca ricevendo per questo gli elogi sia di Brown che di Billy. Condivide inoltre con quest'ultimo una sincera amicizia e rivalità.
- Mark Wahlberg, Bobby Shatford: fidanzato con Christina, si imbarcherà per la battuta a causa del suo bisogno di denaro, nonostante ella, per un presentimento condiviso anche da lui, cerchi di convincerlo a rimanere a terra.
- John C. Reilly, Dale Murphy: uomo in crisi dopo il divorzio, grande lavoratore ma che soffre la presenza a bordo di David, attuale amante della ex moglie.
- William Fichtner, David Sullivan: individuo spostato ed indolente ma che, nel momento in cui Dale viene trascinato fuori bordo, sarà il primo a tuffarsi in mare per salvarlo, rivelando il lato generoso della sua personalità.
- John Hawkes, Michael Moran: uomo in crisi di solitudine per la mancanza di una relazione stabile con una donna; grande lavoratore ed esperto marinaio, durante la battuta si darà costantemente da fare non creando alcun problema.
- Allen Payne, Alfred Pierre: uomo allegro, noncurante e molto fortunato con le donne; condividerà lo scetticismo dei compagni ma non farà obiezioni nel momento in cui la barca si dirige al Flemish Cap.
- Diane Lane, Christina Cotter: fidanzata di Bobby; sente il pericolo per l'uscita in mare in ottobre ma non riuscirà a fare desistere Bobby dal proposito di riprendere il mare per realizzare il guadagno per la loro vita.
- Michael Ironside, Bob Brown: armatore della flotta di pescherecci; uomo cinico ed indifferente verso la vita degli equipaggi, con l'unico scopo del guadagno.

### Riprese
Le riprese del film si svolsero dal 26 luglio 1999 al 23 dicembre 1999.
Il film è stato parzialmente girato a Dedham, nel Massachusetts.

### Incongruenze
All'inizio del film, l'Andrea Gail scarica una battuta di poco conto e Billy Tyne viene raffigurato come un comandante che ha perso la sua fortuna. Nella realtà, Tyne e il suo equipaggio sono tornati da quel viaggio con un abbondante pescato. Allo stesso modo, la relazione tra Tyne e Linda Greenlaw risulta essere fittizia, in quanto i due si conoscevano a malapena nella vita reale.

## Distribuzione
Il film, distribuito dalla Warner Bros. Pictures, è uscito nelle sale statunitensi il 30 giugno del 2000, mentre in quelle italiane il 29 settembre dello stesso anno.

### Home video
Il film fu uno dei film più venduti nel formato VHS, con oltre 23 milioni di copie vendute tra il 2000 e il 2001.

## Accoglienza

### Incassi
Il film è stato un buon successo al botteghino. Con un budget stimato di 140.000.000 dollari, negli Stati Uniti il film ha incassato la prima settimana 41.325.000 dollari, guadagnando in totale 182.800.000 di dollari. In Italia ha invece guadagnato 5.500.000 dollari ed un totale di 327.000.000 dollari in tutto il mondo.

## Nei media
La puntata 10 della 18ª stagione de I Simpson è una parodia del film.

## Riconoscimenti
- 2001 - Premio Oscar
  - Candidatura al miglior sonoro
  - Candidatura ai migliori effetti speciali
- 2001 - Premio BAFTA
  - Migliori effetti speciali
  - Candidatura al miglior Sonoro
- 2001 - Saturn Award
  - Candidatura ai migliori effetti speciali
  - Candidatura al miglior film d'azione/d'avventura/thriller
- 2001 - ASCAP Award
  - Top Box Office Films a James Horner
- 2001 - Satellite Award
  - Candidatura al miglior suono
- 2001 - American Society of Cinematographers
  - Candidatura alla miglior fotografia a John Seale